# Serixia torrida
Serixia torrida là một loài bọ cánh cứng trong họ Cerambycidae.